# Luisa di Sassonia-Coburgo-Gotha (duchessa di Argyll)
Luisa di Sassonia-Coburgo-Gotha (Buckingham Palace, 18 marzo 1848 – Kensington Palace, 3 dicembre 1939) fu un membro della famiglia reale britannica; ebbe il titolo di duchessa di Argyll.

## Biografia

### Famiglia d'origine
Nata a Buckingham Palace, Luisa fu la sesta dei nove figli della regina Vittoria e del principe consorte Alberto di Sassonia-Coburgo-Gotha. I suoi nonni materni erano il principe Edoardo Augusto di Hannover e la principessa Vittoria di Sassonia-Coburgo-Saalfeld; quelli paterni il duca Ernesto I di Sassonia-Coburgo-Gotha e la duchessa Luisa di Sassonia-Gotha-Altenburg.
La sua nascita coincise con le rivoluzioni che colpirono tutta l'Europa, spingendo la regina a notare che Luisa avrebbe potuto rivelarsi "qualcosa di strano". Venne battezzata con i nomi di Luisa Carolina Alberta: il nome Luisa era in onore della nonna paterna. I suoi padrini furono il duca Gustavo di Meclemburgo-Schwerin, la moglie del principe Federico di Prussia e la granduchessa ereditaria di Meclemburgo-Strelitz.
Come gli altri suoi fratelli, Luisa venne educata secondo il rigoroso programma di formazione ideato da suo padre, il principe Alberto, e dal suo amico e confidente, il barone Stockmar. Ai bambini vennero insegnati compiti pratici, come cucina, agricoltura, lavori domestici e carpenteria. Fin dall'infanzia, Luisa dimostrò talento artistico ed era molto intelligente. A causa del suo rango regale, una carriera artistica non era considerata adatta. Tuttavia, la regina le permise di frequentare la scuola d'arte sotto la guida della scultrice Mary Thornycroft, e poi, nel 1863, si iscrisse alla National Art Training School, a South Kensington.
La sua arguzia e la sua intelligenza la resero una delle favorite del padre, e con la sua natura curiosa si guadagnò il soprannome di "Little Miss Why" dai membri della famiglia reale.

### La morte del principe Alberto
Il padre di Luisa, il principe Alberto, morì a Windsor il 14 dicembre 1861. La regina era devastata e ordinò alla sua famiglia di trasferirsi da Windsor a Osborne House, sull'Isola di Wight. L'atmosfera della corte reale era diventata cupa e morbosa a seguito della morte del principe. Luisa divenne rapidamente insoddisfatta del lutto prolungato di sua madre. Per il suo diciassettesimo compleanno, nel 1865, Luisa chiese di organizzare un ballo, ma la sua richiesta venne respinta.
La regina stessa trovò conforto rispettando i piani del principe Alberto per i loro figli. La sorella Alice sposò il principe Luigi, il futuro granduca d'Assia, a Osborne il 1º giugno 1862. Nel 1863, il fratello Edoardo sposò la principessa Alessandra di Danimarca. In seguito la regina mantenne la tradizione, la quale stabiliva che la figlia non ancora sposata dovesse diventare la sua segretaria, incarico che Luisa ricoprì a partire dal 1866. Quando si innamorò del tutore del fratello Leopoldo, il reverendo Robinson Duckworth, la regina fece allontanare quest'ultimo nel 1870 (in seguito divenne canonico dell Abbazia di Westminster).

### Matrimonio

#### Pretendenti

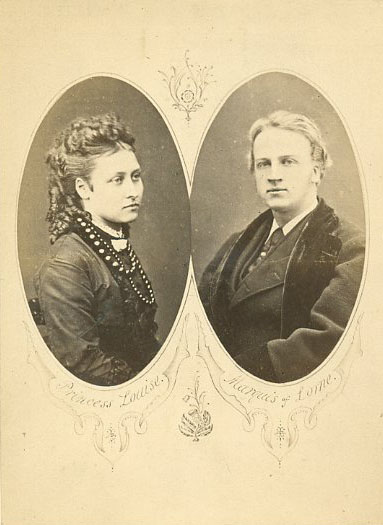
Principessa Luisa e il marchese di Lorne. Foto ufficiale del fidanzamento (W & D Downey, 1870).

Come figlia della regina, Luisa era una sposa auspicabile; tanto più che era considerata come la più bella tra le figlie della regina dai biografi contemporanei e moderni. Tuttavia, venne accusata dalla stampa, senza prove, di romanticismo. Per questo spinse la regina a trovarle un marito. La scelta doveva soddisfare sia Vittoria sia Luisa, e la regina insisté sul fatto che il marito di sua figlia dovesse vivere vicino a lei, come accadde con la sorella Elena.
I vari pretendenti vennero proposti dalle principali case reali d'Europa: la principessa Alessandra propose suo fratello, il principe ereditario di Danimarca, ma la regina era fortemente contraria a un altro matrimonio danese. Vittoria, sorella maggiore di Luisa, propose il principe Alberto di Prussia, ma la regina disapprovò un altro matrimonio prussiano che sarebbe stato impopolare in Inghilterra (inoltre il principe Alberto era riluttante a stabilirsi in Inghilterra, come richiesto). Venne preso in considerazione anche Guglielmo, principe d'Orange, ma a causa del suo stile di vita frivolo e mondano a Parigi, dove viveva apertamente con la sua amante, fece cambiare rapidamente l'idea alla regina.
A Luisa l'idea di sposare un reale non piaceva, così annunciò a tutti che avrebbe sposato John Campbell, marchese di Lorne, erede del Ducato di Argyll. Tale matrimonio, tra la figlia di un sovrano e un suddito britannico, non si vedeva dal 1515, quando Charles Brandon, I duca di Suffolk, sposò Maria Tudor. Il principe e la principessa di Galles erano fortemente contrari a tale matrimonio. Inoltre, il padre di Lorne, George Campbell, VIII duca di Argyll, era un ardente sostenitore di William Ewart Gladstone.
La regina affermò che il matrimonio di Luisa avrebbe portato "sangue nuovo" in famiglia, mentre tutti i principi europei erano imparentati gli uni agli altri. Era convinta che ciò avrebbe rafforzato la famiglia reale moralmente e fisicamente.

#### Fidanzamento e nozze

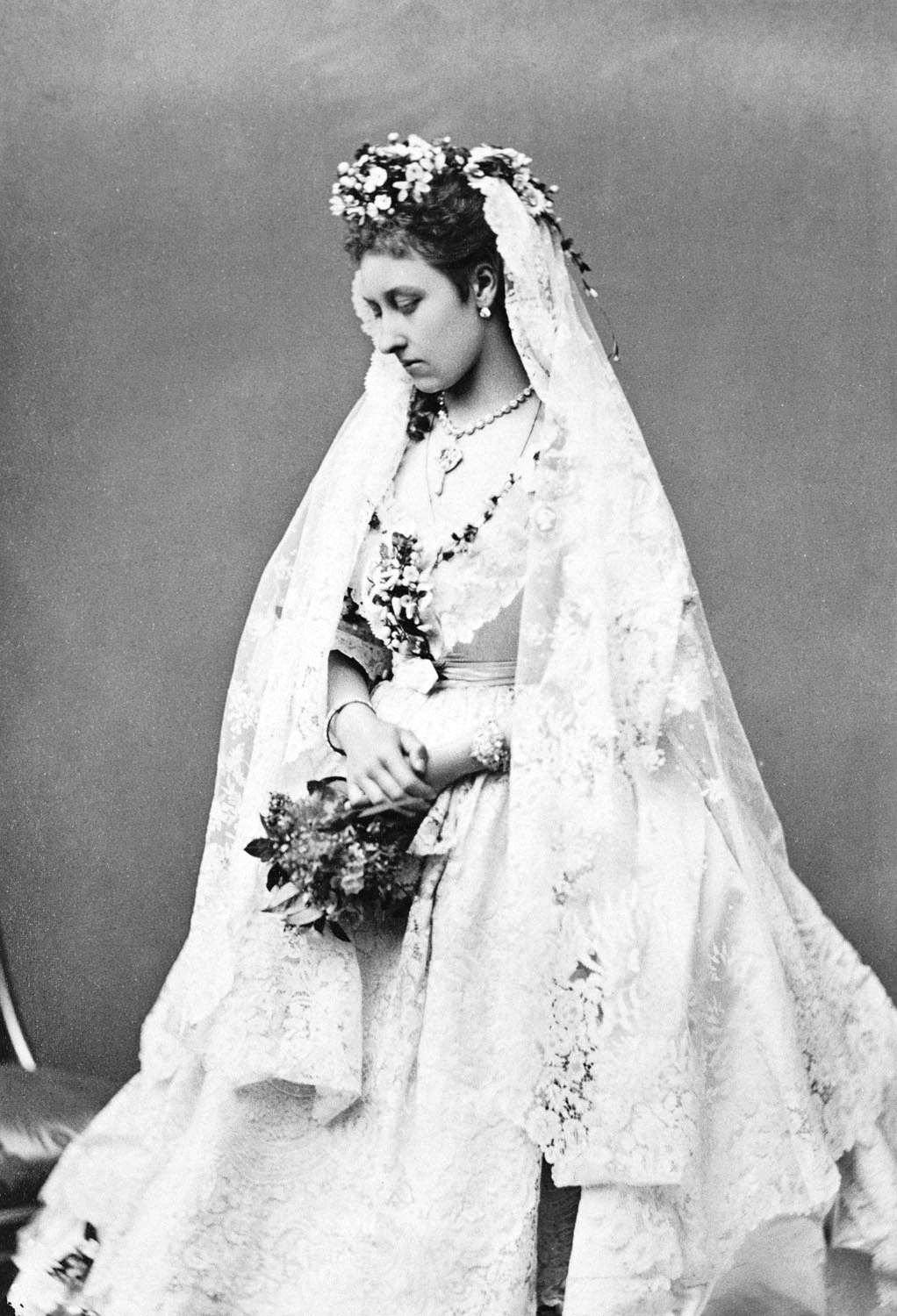
La principessa Luisa in abito da sposa.

Luisa si fidanzò con il marchese di Lorne il 3 ottobre 1870. Lorne, per l'occasione, venne invitato al Castello di Balmoral, in Scozia. La regina trovò difficile lasciare andare la figlia, confidando nel suo diario che "sentiva dolorosamente il pensiero di perderla". Il fidanzamento causò sorpresa, soprattutto in Germania, e la regina scrisse alla regina di Prussia che i principi delle piccole case tedesche erano "molto impopolari" in Gran Bretagna e che Lord Lorne, era una persona con "una fortuna indipendente" ed non era "davvero inferiore al rango di minore dei nobili tedeschi".
Il Parlamento stabilì una rendita di 19.000 sterline a Luisa poco prima del suo matrimonio. La cerimonia venne celebrata nella Cappella privata del castello di Windsor, il 21 marzo 1871 e la folla fuori era così grande che, per la prima volta, i poliziotti dovettero formare barriere a catena per mantenere l'ordine pubblico. Luisa indossava un velo da sposa in pizzo di Honiton che lei stessa aveva disegnato ed era stata accompagnata nella Cappella da sua madre e dai suoi due fratelli maggiori, il Principe di Galles e il duca di Edimburgo. In quella occasione la regina abbandonò il lutto per indossare un abito scintillante ricoperto di rubini e con la fascia dell'Ordine della Giarrettiera. Dopo la cerimonia, la regina baciò Luisa e Lorne che a sua volta si inchinò e baciò la mano della regina.
La coppia poi si recò a Claremont, nel Surrey, per la luna di miele, ma la continua presenza di assistenti e camerieri durante il viaggio e al momento dei pasti rese impossibile per loro parlare in privato. Inoltre la regina andò a visitarli costantemente per conoscere i pensieri di sua figlia sulla vita coniugale. La coppia non ebbe figli. 

### Canada
Nel 1878, il primo ministro britannico, Benjamin Disraeli, scelse Lorne come nuovo Governatore generale del Canada. Il 15 novembre 1878 la coppia partì dal porto di Liverpool ed arrivò per l'inaugurazione a Halifax il 25 novembre. Luisa divenne il primo sovrano a risiedere a Rideau Hall, residenza ufficialmente della regina a Ottawa. Tuttavia, la residenza era lontano dallo splendore delle residenze reali inglesi, e, come ogni coppia vicereale, decorò la residenza con i loro arredi. Luisa dimostrò il suo talento artistico nei suoi acquerelli e dipinti ad olio che appese nelle varie sale, mettendo anche le sue opere scultoree.
Le relazioni con la stampa peggiorarono quando il segretario privato di Lorne, Francis de Winton, buttò quattro giornalisti fuori dal treno reale. I primi mesi in Canada furono tristi siccome la sua sorella preferita, la Granduchessa d'Assia e del Reno, morì il 14 dicembre 1878. In Canada, siccome era un rappresentante diretto del monarca, Lorne aveva sempre la precedenza sulla moglie."Luisa e Lorne fondarono la Royal Canadian Academy of Arts, e visitarono Québec e Toronto. Luisa fu la presidentessa della Woman's Protective Immigration Society, della Society of Decorative Arts and of the Art Association a Montréal.
Diede il nome di Regina alla città capitale dei Territori del Nord-Ovest e quello di Alberta ad un altro distretto. Il lago Louise venne chiamato così in suo onore. Durante questa visita si prestò anche a curare personalmente gli infermi durante un'epidemia di scarlattina. Il 14 febbraio 1880 rimase gravemente ferita in un incidente occorsole con la sua carrozza mentre percorreva le vie di Ottawa. Si riprese totalmente solo due anni dopo, ritardando in questo modo il ritorno definitivo della coppia in patria fino al 1883.

### Anni successivi

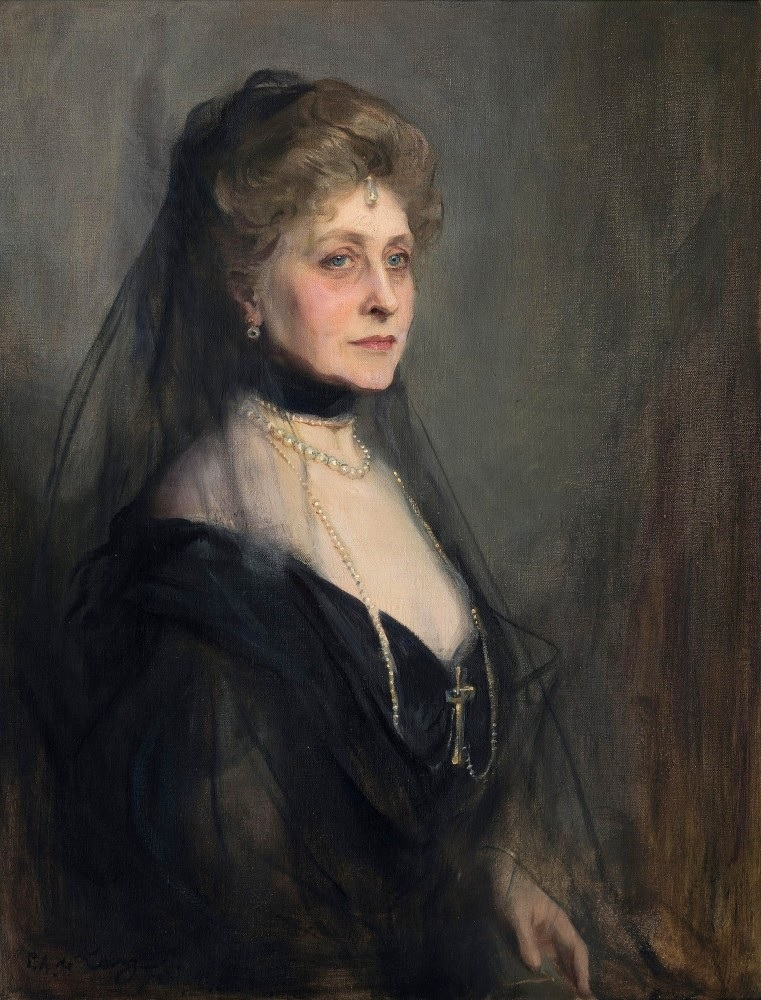
La Principessa Luisa, anche conosciuta come Marchesa di Lorne e Ducessa di Argyll.

Tornarono in Gran Bretagna, il 27 ottobre 1883. La regina fece preparare i loro appartamenti a Kensington Palace, dove la coppia prese la residenza ufficiale. Lorne riprese la sua carriera politica. Nel 1896, venne eletto per South Manchester, entrando in parlamento come un liberale. Il rapporto tra Luisa e Lorne era teso, e, nonostante i tentativi della regina di tenerli sotto lo stesso tetto, spesso vivevano separati. I rapporti con le due sorelle Beatrice ed Elena, erano tesi al massimo. Secondo i pettegolezzi, Luisa e suo marito non vivevano insieme a causa delle voci diffuse su una presunta omosessualità di lui, invidiando il rapporto che c'era tra sua sorella Beatrice e suo marito.
Ci furono voci che Luisa aveva una relazione con Arthur Bigge, segretario privato della regina. Luisa negò la notizia, affermando che erano solo intrighi orditi da Beatrice e Elena per minare la sua posizione a corte. Nel 1890, lo scultore Joseph Edgar Boehm morì in presenza di Luisa nel suo studio a Londra, circolando voci che i due avevano una relazione. L'assistente di Boehm, Alfred Gilbert, che aveva giocato un ruolo centrale, fu rapidamente promosso come scultore reale. Luisa era stata anche legata sentimentalmente ad un altro artista di Edwin Lutyens, ma anche al suo scudiero, il colonnello William Probert e a un maestro di musica senza nome. Tuttavia, Jehanne Wake, biografo di Luisa, sostiene che non ci sono prove sostanziali che suggeriscono che Luisa avesse rapporti sessuali con chiunque non fosse suo marito.
Insieme alla sorella Vittoria, imperatrice di Germania, Luisa sostenne il movimento delle suffragette. Quando, il 4 aprile 1900 l'ottavo Duca di Argyll morì, John diventò il nono Duca e Luisa duchessa di Argyll. Durante la sua vita Luisa si dedicò alla scrittura e anche all'arte, come scultrice e pittrice; amava dipingere le sue tele sia con la tecnica ad olio che con quella ad acquerello. Il duca John morì nel 1914 e Luisa, durante la prima guerra mondiale trascorse gran parte del suo tempo a visitare le truppe canadesi che arrivavano per combattere in Francia. Dagli inizi degli anni Trenta la principessa Luisa ridusse notevolmente i suoi incarichi pubblici per ritirarsi a vita privata a Kensington Palace. L'ultima apparizione pubblica della principessa fu all'incoronazione di re Giorgio VI e della regina Elisabetta nel 1937.

### Morte
La Principessa Luisa, Duchessa di Argyll, morì il 3 dicembre del 1939 all'età di novantuno anni a Kensington Palace. Secondo i suoi desideri i suoi resti vennero cremati.

## Onorificenze

Monogramma personale della principessa Luisa, duchessa di Argyll.

## Ascendenza
|                                       |                             |                                                 | Genitori                                        |  |  | Nonni |  |  | Bisnonni                                        |  |  | Trisnonni                                     |  |
|                                       |                             |                                                 |                                                 |  |  |       |  |  | Francesco Federico di Sassonia-Coburgo-Saalfeld |  |  | Ernesto Federico di Sassonia-Coburgo-Saalfeld |  |
|                                       |                             |                                                 |                                                 |  |  |       |  |  | Francesco Federico di Sassonia-Coburgo-Saalfeld |  |  | Ernesto Federico di Sassonia-Coburgo-Saalfeld |  |
|                                       |                             | Sofia Antonia di Brunswick-Wolfenbüttel         |                                                 |  |  |       |  |  | Francesco Federico di Sassonia-Coburgo-Saalfeld |  |  |                                               |  |
| Ernesto I di Sassonia-Coburgo-Gotha   |                             |                                                 |                                                 |  |  |       |  |  | Francesco Federico di Sassonia-Coburgo-Saalfeld |  |  |                                               |  |
|                                       |                             | Augusta di Reuss-Ebersdorf                      | Enrico XXIV di Reuss-Ebersdorf                  |  |  |       |  |  |                                                 |  |  |                                               |  |
|                                       |                             | Augusta di Reuss-Ebersdorf                      | Enrico XXIV di Reuss-Ebersdorf                  |  |  |       |  |  |                                                 |  |  |                                               |  |
|                                       |                             | Augusta di Reuss-Ebersdorf                      | Carolina Ernestina di Erbach-Schönberg          |  |  |       |  |  |                                                 |  |  |                                               |  |
| Alberto di Sassonia-Coburgo-Gotha     |                             | Augusta di Reuss-Ebersdorf                      |                                                 |  |  |       |  |  |                                                 |  |  |                                               |  |
|                                       |                             | Augusto di Sassonia-Gotha-Altenburg             | Ernesto II di Sassonia-Gotha-Altenburg          |  |  |       |  |  |                                                 |  |  |                                               |  |
|                                       |                             | Augusto di Sassonia-Gotha-Altenburg             | Ernesto II di Sassonia-Gotha-Altenburg          |  |  |       |  |  |                                                 |  |  |                                               |  |
|                                       |                             | Augusto di Sassonia-Gotha-Altenburg             | Carlotta di Sassonia-Meiningen                  |  |  |       |  |  |                                                 |  |  |                                               |  |
| Luisa di Sassonia-Gotha-Altenburg     |                             | Augusto di Sassonia-Gotha-Altenburg             |                                                 |  |  |       |  |  |                                                 |  |  |                                               |  |
|                                       |                             | Luisa Carlotta di Meclemburgo-Schwerin          | Federico Francesco I di Meclemburgo-Schwerin    |  |  |       |  |  |                                                 |  |  |                                               |  |
|                                       |                             | Luisa Carlotta di Meclemburgo-Schwerin          | Federico Francesco I di Meclemburgo-Schwerin    |  |  |       |  |  |                                                 |  |  |                                               |  |
|                                       |                             | Luisa Carlotta di Meclemburgo-Schwerin          | Luisa di Sassonia-Gotha-Altenburg               |  |  |       |  |  |                                                 |  |  |                                               |  |
| Luisa di Sassonia-Coburgo-Gotha       |                             | Luisa Carlotta di Meclemburgo-Schwerin          |                                                 |  |  |       |  |  |                                                 |  |  |                                               |  |
|                                       | Giorgio III del Regno Unito | Federico di Hannover                            |                                                 |  |  |       |  |  |                                                 |  |  |                                               |  |
|                                       | Giorgio III del Regno Unito | Federico di Hannover                            |                                                 |  |  |       |  |  |                                                 |  |  |                                               |  |
|                                       | Giorgio III del Regno Unito | Augusta di Sassonia-Gotha-Altenburg             |                                                 |  |  |       |  |  |                                                 |  |  |                                               |  |
| Edoardo Augusto di Hannover           | Giorgio III del Regno Unito |                                                 |                                                 |  |  |       |  |  |                                                 |  |  |                                               |  |
|                                       |                             | Carlotta di Meclemburgo-Strelitz                | Carlo Ludovico Federico di Meclemburgo-Strelitz |  |  |       |  |  |                                                 |  |  |                                               |  |
|                                       |                             | Carlotta di Meclemburgo-Strelitz                | Carlo Ludovico Federico di Meclemburgo-Strelitz |  |  |       |  |  |                                                 |  |  |                                               |  |
|                                       |                             | Carlotta di Meclemburgo-Strelitz                | Elisabetta Albertina di Sassonia-Hildburghausen |  |  |       |  |  |                                                 |  |  |                                               |  |
| Vittoria del Regno Unito              |                             | Carlotta di Meclemburgo-Strelitz                |                                                 |  |  |       |  |  |                                                 |  |  |                                               |  |
|                                       |                             | Francesco Federico di Sassonia-Coburgo-Saalfeld | Ernesto Federico di Sassonia-Coburgo-Saalfeld   |  |  |       |  |  |                                                 |  |  |                                               |  |
|                                       |                             | Francesco Federico di Sassonia-Coburgo-Saalfeld | Ernesto Federico di Sassonia-Coburgo-Saalfeld   |  |  |       |  |  |                                                 |  |  |                                               |  |
|                                       |                             | Francesco Federico di Sassonia-Coburgo-Saalfeld | Sofia Antonia di Brunswick-Wolfenbüttel         |  |  |       |  |  |                                                 |  |  |                                               |  |
| Vittoria di Sassonia-Coburgo-Saalfeld |                             | Francesco Federico di Sassonia-Coburgo-Saalfeld |                                                 |  |  |       |  |  |                                                 |  |  |                                               |  |
|                                       |                             | Augusta di Reuss-Ebersdorf                      | Enrico XXIV di Reuss-Ebersdorf                  |  |  |       |  |  |                                                 |  |  |                                               |  |
|                                       |                             | Augusta di Reuss-Ebersdorf                      | Enrico XXIV di Reuss-Ebersdorf                  |  |  |       |  |  |                                                 |  |  |                                               |  |
|                                       |                             | Augusta di Reuss-Ebersdorf                      | Carolina Ernestina di Erbach-Schönberg          |  |  |       |  |  |                                                 |  |  |                                               |  |
|                                       |                             | Augusta di Reuss-Ebersdorf                      |                                                 |  |  |       |  |  |                                                 |  |  |                                               |  |